# کاروندا، استرالیای جنوبی
کاروندا (به انگلیسی: Karoonda) یک شهرک در استرالیا است که در استرالیای جنوبی واقع شده‌است.